# Kácovská Lhota
Kácovská Lhota je malá vesnice, část obce Tichonice v okrese Benešov. Nachází se asi 1,5 km na jihovýchod od Tichonic. V roce 2009 zde bylo evidováno 12 adres. Kácovská Lhota leží v katastrálním území Soušice o výměře 2,72 km².

## Historie
První písemná zmínka o vesnici pochází z roku 1543.